# الکساندر هوپ
الکساندر هوپ (انگلیسی: Alexander Hope; ۲ دسامبر ۱۷۶۹ – ۱۹ مهٔ ۱۸۳۷) فرد نظامی اهل اسکاتلند بود. وی همچنین برندهٔ جوایزی همچون نشان حمام شده‌است.